# I Liga 1977/1978
Ekstraklasa 1977/78 byla nejvyšší polskou fotbalovou soutěží. Vítězem se stala a do Poháru mistrů evropských zemí 1978/79 se kvalifikovala Wisla Krakov. Do Poháru UEFA se kvalifikovaly týmy Śląsk Wrocław a Lech Poznań. Účast v Poháru vítězů pohárů si zajistil vítěz poháru Zagłębie Sosnowiec.
Soutěže se zúčastnilo celkem 16 celků, soutěž se hrála způsobem každý s každým doma-venku (celkem tedy 30 kol) systémem podzim-jaro. Při shodném počtu bodů rozhodovaly o pořadí vzájemné zápasy. Sestoupily poslední 2 týmy Zawisza Bydgoszcz a Górnik Zabrze.

## Tabulka
| Poř. | Tým                   | Z  | V  | R  | P  | VG | OG | B  |
| ---- | --------------------- | -- | -- | -- | -- | -- | -- | -- |
| 1.   | Wisla Krakov          | 30 | 13 | 13 | 4  | 35 | 23 | 39 |
| 2.   | Śląsk Wrocław         | 30 | 16 | 6  | 8  | 36 | 30 | 38 |
| 3.   | Lech Poznań           | 30 | 12 | 13 | 5  | 29 | 25 | 37 |
| 4.   | ŁKS Łódź              | 30 | 10 | 11 | 9  | 29 | 29 | 31 |
| 5.   | Legia Varšava         | 30 | 12 | 7  | 11 | 44 | 34 | 31 |
| 6.   | Odra Opole            | 30 | 13 | 4  | 13 | 35 | 31 | 30 |
| 7.   | Arka Gdynia           | 30 | 11 | 8  | 11 | 30 | 35 | 30 |
| 8.   | Stal Mielec           | 30 | 11 | 7  | 12 | 31 | 29 | 29 |
| 9.   | Zagłębie Sosnowiec    | 30 | 10 | 8  | 12 | 33 | 33 | 28 |
| 10.  | Widzew Łódź           | 30 | 9  | 10 | 11 | 34 | 40 | 28 |
| 11.  | Pogoń Szczecin        | 30 | 11 | 6  | 13 | 36 | 42 | 28 |
| 12.  | Szombierki Bytom      | 30 | 8  | 11 | 11 | 25 | 35 | 27 |
| 13.  | Polonia Bytom (N)     | 30 | 7  | 13 | 10 | 26 | 26 | 27 |
| 14.  | Ruch Chorzów          | 30 | 9  | 9  | 12 | 33 | 36 | 27 |
| 15.  | Zawisza Bydgoszcz (N) | 30 | 11 | 5  | 14 | 29 | 32 | 27 |
| 16.  | Górnik Zabrze         | 30 | 6  | 11 | 13 | 25 | 30 | 23 |

|  | Pohár mistrů evropských zemí 1978/79 |
|  | Pohár vítězů pohárů 1978/79          |
|  | Pohár UEFA 1978/79                   |
|  | Sestup do 2. ligy                    |

## Nejlepší střelci
|    |        | hráč              | tým          | PG |
| -- | ------ | ----------------- | ------------ | -- |
| 1. | Polsko | Kazimierz Kmiecik | Wisla Krakov | 15 |
| 2. | Polsko | Andrzej Szarmach  | Stal Mielec  | 13 |
| 3. | Polsko | Zbigniew Boniek   | Widzew Łódź  | 11 |

## Soupiska mistra -Wisla Krakov
Janusz Adamczyk (8/0), Stanisław Gonet (22/0) - Krzysztof Budka (17/0), Kazimierz Gazda (13/1), Andrzej Iwan (28/6), Jan Jałocha (24/1), Zdzisław Kapka (25/12), Kazimierz Kmiecik (30/15), Janusz Krupiński (11/0), Leszek Lipka (28/0), Henryk Maculewicz (29/3), Marek Motyka (10/0), Adam Musiał (2/0), Adam Nawałka (28/1), Leszek Pawlikowski (1/0), Roman Plewniak (1/0), Zbigniew Płaszewski (25/0), Antoni Szymanowski (20/1), Henryk Szymanowski (28/0), Andrzej Targosz (6/0), 
Michał Wróbel (18/0) - trenér Orest Lenczyk